# Toby Lister
Toby Lister (ur. 7 kwietnia 1987 r. w Sydney) – australijski wioślarz.

## Osiągnięcia
- Mistrzostwa Świata Juniorów – Banyoles 2004 – czwórka ze sternikiem – 6. miejsce[1].
- Mistrzostwa Świata U-23 – Glasgow 2007 – ósemka – 3. miejsce[1].
- Mistrzostwa Świata – Poznań 2009 – ósemka – 7. miejsce[1].